# Anneyron
Anneyron é uma comuna francesa na região administrativa de Auvérnia-Ródano-Alpes, no departamento de Drôme. Estende-se por uma área de 36,23 km². Em 2010 a comuna tinha 4 145 habitantes (densidade: 114,4 hab./km²).